# Samuel Kirkland Lothrop
Samuel Kirkland Lothrop (* 6. Juli 1892 in Milton, Massachusetts; † 10. Januar 1965) war ein US-amerikanischer Archäologe und Anthropologe mit Spezialgebiet Mittel- und Südamerikastudien. 
Sein zweibändiges Werk Pottery of Costa Rica and Nicaragua (1926) gilt als bahnbrechende Studie. 
Lothrop war langjähriger wissenschaftlicher Mitarbeiter des Harvard Peabody Museum of Archaeology and Ethnology und leistete zahlreiche Beiträge auf der Grundlage von Feldforschung, Laboranalysen und der Auswertung privater und öffentlicher Sammlungen mit Schwerpunkt Mittel- und Südamerika. 
Er ist bekannt für seine archäologischen Ausgrabungen in Argentinien und Chile sowie für die Untersuchung der archäologischen Kontexte der Steinkugeln Costa Ricas. 
Lothrop ist außerdem bekannt für seine Forschungen zu Goldschmiedearbeiten und anderen Artefakten aus Costa Rica, der Provinz Veraguas in Panama und der heiligen Cenote von Chichén Itzá in Mexiko.

## Ausgrabungen

### Sitio Conte
In den 1930er Jahren, nach der Schließung des Museums, kehrte Lothrop als Feldleiter des Sitio Conte in Zentralpanama zum Peabody Museum zurück. Zuvor hatte das Peabody Museum eine Schmucksammlung erworben, die auf einem Gräberfeld ausgegraben worden war. Nach Einholung der Genehmigung der Regierung und des Grundeigentümers führte das Museum in den Trockenzeiten von 1930 bis 1933 Ausgrabungen auf dem Gräberfeld durch.

### Steinkugeln in Costa Rica
1943 stieß Lothrop durch eine Veröffentlichung von Doris Stone in der Fachzeitschrift American Antiquity erstmals auf die mysteriösen Steinkugeln. 1948 trafen er und seine Frau Doris Stone, die ihnen bei der Einrichtung eines Ausgrabungsortes half. Die Steinkugeln waren Gegenstand zahlreicher Diskussionen, insbesondere darüber, wie und von wem diese Objekte geformt wurden. Lothrops Forschungen führten zu der Theorie, dass die Kugeln in astronomisch bedeutsamen Ausrichtungen angeordnet waren. Während seiner Forschungen registrierte Lothrop 186 Kugeln, wie in seiner 1963 erschienenen Veröffentlichung „Archaeology of the Diquís Delta“ berichtet wird. Lothrop stellte fest, dass die Kugeln über viele Jahrhunderte hinweg entstanden, was auf eine kulturelle Praxis und Kontinuität über einen langen Zeitraum hindeutet. Seine Schlussfolgerungen basierten auf der Analyse der Keramiktypen.

## Leistungen
Lothrop leistete bis zu seinem Tod 1965 Beiträge zu seinem Forschungsgebiet. Er schrieb ein 1964 veröffentlichtes Buch mit dem Titel The Treasures of Ancient America: The Arts of the Pre-Columbian Civilizations from Mexico to Peru.
Für seine zahlreichen Veröffentlichungen und Beiträge erhielt er Ehrungen, Medaillen und Auszeichnungen. 
Lothrop wurde 1960 von der Society for American Archaeology ausgezeichnet. Er erhielt den Loubat-Preis der Columbia University und die Alfred Kidder Vincent Medal der Society of American Archaeology. Das Royal Anthropological Institute verlieh Lothrop die Huxley Memorial Medal.
1951 wurde Lothrop zum Mitglied der National Academy of Sciences gewählt.

## Schriften (Auswahl)
- Tulum. An Archaeological Study of the East Coast of Yucatan. Carnegie Institute, Washington 1924.
- Pottery of Costa Rica and Nicaragua. 2 Bände. Museum of the American Indian, Heye Foundation, New York 1926.
- The Indians of Tierra del Fuego. Museum of the American Indian, Heye Foundation, New York 1928 (Nachdruck 1978 und 2002 – archive.org).
- Atitlan. An Archaeological Study of Ancient Remains on the Borders of Lake Atitlan, Guatemala. Carnegie Institute, Washington 1933.
- Zacualpa. A Study of Ancient Quiché artifacts. Carnegie Institute, Washington 1936.
- Coclé. An Archaeological Study of Central Panama. 2 Bände. Peabody Museum, Cambridge (Mass.).
  - Historical Background. Excavations at the Sitio Conte, Artifacts and Ornaments. 1937.
  - Pottery of the Sitio Conte and Other Archaeological Sites. 1942.
- Archaeology of Southern Veraguas, Panama. Peabody Museum, Cambridge (Mass.) 1950.
- Metals from the Cenote of Sacrifice Chichen Itza, Yucatan. Peabody Museum, Cambridge (Mass.) 1952.
- Altamerikanische Kunst. Die Sammlung Robert Woods Bliss. Walter, Olten/Freiburg i. Br. 1959 (englisch: Pre-Columbian Art. 1957. Übersetzt von Marianne Ninck).
- (Hrsg.): Essays in Pre-Columbian Art and Archaeology. Harvard University Press, Cambridge (Mass.) 1961 (2. Auflage 1964; Nachdruck 2014, ISBN 978-0-674-86490-0).
- Archaeology of the Diquís Delta, Costa Rica. Peabody Museum, Cambridge (Mass.) 1963.
- Das vorkolumbianische Amerika und seine Kunstschätze. Skira, Genf 1964 (englisch: Treasures of Ancient America. Übersetzt von Charles Hofer).